# Mano Negra Illegal (álbum)
Mano Negra Illegal es un álbum tributo a la banda francesa Mano Negra, en donde participaron grupos como Ska-P, Freedom For King Kong, Big Mama, GrimSkunk y Fermin Muguruza, entre otros. Fue lanzado en 2001 por el sello discográfico Big Mama.

## Lista de canciones
1. Ska-P - "Señor Matanza" (M. Chao/Mano Negra) – 3:35
2. Flor Del Fango + Arnaud Samuel (Louise Attaque) - "Sidi H' Bibi" (trad. ar Mano Negra) – 3:25
3. Yuri Buenaventura - "Mala Vida" (M. Chao) – 4:29
4. Les Caméléons - "Soledad" (M. Chao) – 2:35
5. Les Ogres De Barback - "La Ventura" (M. Chao) – 3:34
6. Freedom For King Kong - "King Kong Five" (M. Chao/Mano Negra) – 3:46
7. Big Mama - "Bala Perdida" (Mano Negra/Fidel Nadal]) – 4:34
8. Skunk - "Indios De Barcelona" (M. Chao) – 2:34
9. M'Panada - "Salga La Luna/El Jako" (M. Chao/Mano Negra) – 4:12
10. GrimSkunk - "Machine Gun" (M. Chao/Mano Negra) – 3:17
11. Maximun Kouette - "Out Of Time Man" (M. Chao/Mano Negra) – 4:03
12. Marcel & Son Orchestre - "Noche De Acción" (M. Chao) – 2:56
13. Rude Boy System - "It's My Heart" (Mano Negra) – 4:08
14. Les Fils De Teuhpu - "Patchuko Hop" (J. King Carasco) – 3:54
15. Fermin Muguruza - "Guayaquil City" (Mano Negra/T. Darnal) – 4:04
16. Kanjar'Oc - "Bring The Fire" (M. Chao/Mano Negra) – 4:20
17. Grave De Grave - "Madame Oscar" (M. Chao/Mano Negra) – 4:19
18. Percubaba - "Junky Beat" (M. Chao) – 2:55
19. Les Hurlements d'Léo - "Love And Hate" (M. Chao/Mano Negra) – 2:30
20. La Ruda Salska - "Ronde De Nuit" (M. Chao) – 3:17

## Créditos
- Dimitri Simon - Diseño.
- Michel Gueiss - Masterización.
- Cécile Langlois, Stéphane Marchand - Producción.